# RNF144B
RNF144B (англ. Ring finger protein 144B) – білок, який кодується однойменним геном, розташованим у людей на 6-й хромосомі. Довжина поліпептидного ланцюга білка становить 303 амінокислот, а молекулярна маса — 33 697.
| 10         |  | 20         |  | 30         |  | 40         |  | 50         |
| ---------- |  | ---------- |  | ---------- |  | ---------- |  | ---------- |
| MGSAGRLHYL |  | AMTAENPTPG |  | DLAPAPLITC |  | KLCLCEQSLD |  | KMTTLQECQC |
| IFCTACLKQY |  | MQLAIREGCG |  | SPITCPDMVC |  | LNHGTLQEAE |  | IACLVPVDQF |
| QLYQRLKFER |  | EVHLDPYRTW |  | CPVADCQTVC |  | PVASSDPGQP |  | VLVECPSCHL |
| KFCSCCKDAW |  | HAEVSCRDSQ |  | PIVLPTEHRA |  | LFGTDAEAPI |  | KQCPVCRVYI |
| ERNEGCAQMM |  | CKNCKHTFCW |  | YCLQNLDNDI |  | FLRHYDKGPC |  | RNKLGHSRAS |
| VMWNRTQVVG |  | ILVGLGIIAL |  | VTSPLLLLAS |  | PCIICCVCKS |  | CRGKKKKHDP |
| STT        |  |            |  |            |  |            |  |            |

A: Аланін

C: Цистеїн

D: Аспарагінова кислота

E: Глутамінова кислота

F: Фенілаланін

G: Гліцин

H: Гістидин

I: Ізолейцин

K: Лізин

L: Лейцин

M: Метіонін

N: Аспарагін

P: Пролін

Q: Глутамін

R: Аргінін

S: Серин

T: Треонін

V: Валін

W: Триптофан

Кодований геном білок за функцією належить до трансфераз. 
Задіяний у таких біологічних процесах, як апоптоз, убіквітинування білків, альтернативний сплайсинг. 
Білок має сайт для зв'язування з іонами металів, іоном цинку. 
Локалізований у цитоплазмі, мембрані, мітохондрії.